# Беймук Богдан

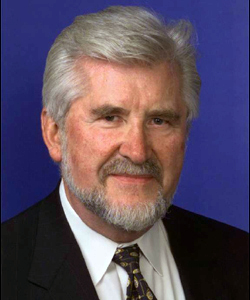

Богдан Беймук (Bohdan (Bo) Ihor Bejmuk) ) — інженер українського походження, видатний спеціаліст з аерокосмічної техніки, голова космічної програми «Сузір'я».

## З життєпису

### Освіта
Богдан Беймук отримав ступінь бакалавра (1964) та магістра (1967) зі спеціальності інженер-механік в Університеті Колорадо (University of Colorado/Boulder).

### Кар'єра
З 1997 (Віце-президент та генеральний менеджер порту базування) до 2001 (Віце-президент зі розвитку бізнесу та стратегічного планування — of business development and strategic planning) працював у компанії «Морський старт»;
Зараз — член Review of United States Human Space Flight Plans Committee (голова підкомітету доступу до низьких орбіт — Access to Low Earth Orbit)

### Сім'я, хобі
Одружений, має двох дітей.
Захоплюється вітрильним спортом, особливо перегонами.